# Japanisch-Sowjetischer Neutralitätspakt

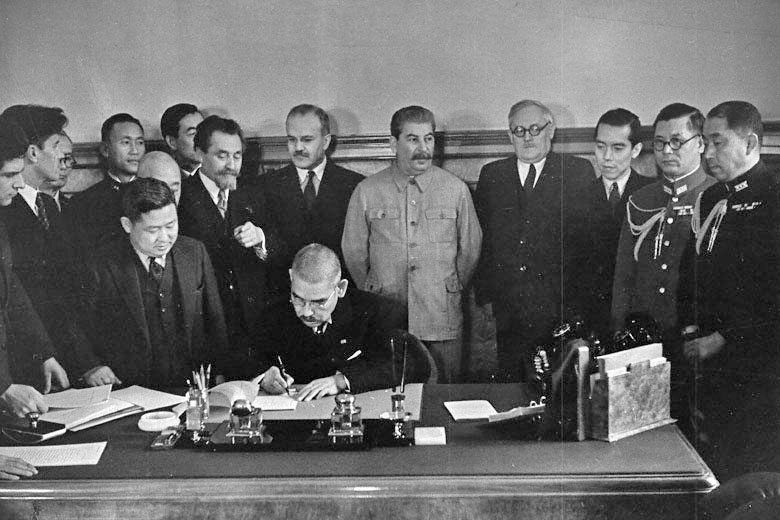
Unterzeichnung des Vertrages durch Japans Außenminister Matsuoka

Der japanisch-sowjetische Neutralitätspakt (jap. 日ソ中立条約 nisso chūritsu jōyaku; russisch Пакт о нейтралитете между СССР и Японией) war ein Friedens- und Freundschaftsvertrag während des Zweiten Weltkriegs. Er wurde am 13. April 1941 zwischen dem Kaiserreich Japan und der Sowjetunion geschlossen. Vorausgegangen war dem Vertrag am 16. September 1939 ein Waffenstillstandsabkommen, das den seit 1932 fortwährenden japanisch-sowjetischen Grenzkonflikten zwischen Mandschukuo und der Mongolischen Volksrepublik ein Ende setzte. Auch hatte das mit Japan verbündete Deutsche Reich bereits 1939 einen Nichtangriffspakt mit der Sowjetunion vereinbart.

## Inhalt
Der Vertrag legte die gegenseitige Unverletzbarkeit und Neutralität dem anderen Staat gegenüber fest, falls einer Gegenstand des Angriffs eines dritten Landes werden würde. Die Gültigkeitsdauer wurde auf fünf Jahre festgelegt. Beide Parteien verpflichteten sich, friedliche und freundschaftliche Beziehungen zwischen ihnen aufrechtzuerhalten und die territoriale Integrität und Unverletzlichkeit der anderen Vertragspartei gegenseitig zu respektieren. Zudem versprach die Sowjetunion, die territoriale Integrität und Unverletzlichkeit von Mandschukuo zu respektieren, während Japan das gleiche für die Mongolische Volksrepublik tat. De facto hatte die Sowjetunion Mandschukuo bereits 1935 durch den Verkauf der Ostchinesischen Eisenbahn anerkannt.

## Perzeption
Der Pakt hatte zum einen den Zweck, der Sowjetunion im Falle eines eventuellen deutschen Angriffs den Rücken freizuhalten. Japan wollte nach der Niederlage im Grenzkonflikt bei Nomonhan und dem Abschluss des deutsch-sowjetischen Nichtangriffspakts und Grenzvertrages den Rücken frei haben für die von der Regierung Konoe Fumimaro geplanten Eroberungen im südostasiatischen Raum.
Trotz Abschluss des japanisch-sowjetischen Neutralitätspakts war es für die Sowjetunion zunächst nicht klar, ob der Vertrag seitens Japan auch eingehalten würde. Erst der bekannte Funkspruch von Richard Sorge, einem Agenten und Korrespondenten der Frankfurter Zeitung in Japan, Mitte August 1941 nach Moskau gab Gewissheit. Er teilte darin mit, dass der japanische Kronrat beschlossen habe, den Kampf gegen die Sowjetunion von Mandschukuo aus endgültig einzustellen. Eher wäre Japan bereit, einen Krieg gegen die USA und das Vereinigte Königreich in Kauf zu nehmen, als auf die Rohstoffvorkommen Süd-Indochinas zu verzichten. Durch diese, aus historischer Sicht kriegsentscheidende Information besaß das sowjetische Oberkommando die strategische Möglichkeit, größere Reserven in Form von sibirischen Truppen aus dem Fernen Osten nach Westen zu verlegen.
Es führte zu ständigen Reibereien im Dreimächtepakt, dass die Hälfte der amerikanischen Sowjethilfe über den Pazifik unbehelligt von japanischen Streitkräften nach Wladiwostok und andere Häfen verschifft wurde, während die Wehrmacht an der Ostfront ausblutete. Japan musste sich aber an den Vertrag halten, damit die Sowjetunion nicht etwa den Vereinigten Staaten Luftwaffenstützpunkte zur Bombardierung des japanischen Mutterlandes zur Verfügung stellen würde.
Hinzuzufügen ist, dass beide Parteien von ihren jeweiligen Verbündeten bereits früher dazu gedrängt worden waren, den Vertrag zu brechen. So hätte es der NS-Staat unter Adolf Hitler nach dem Dreimächtepakt gerne gesehen, wenn Japan eine zweite Front im Osten eröffnet hätte; die USA mit Präsident Roosevelt drängten ihrerseits nach dem Eintritt der Vereinigten Staaten in den Zweiten Weltkrieg die Sowjetunion auf Unterstützung gegen Japan.

## Vertragsbruch durch die Sowjetunion
In einer Geheimabsprache auf der Konferenz von Jalta im Februar 1945 verpflichtete sich die Sowjetunion, zwei bis drei Monate nach der deutschen Kapitulation den Krieg gegen Japan zu eröffnen und kündigte am 5. April 1945 gegenüber Japan an, den japanisch-sowjetischen Neutralitätspakt nicht zu verlängern. Der sowjetisch-japanische Krieg begann am 9. August 1945 den Vereinbarungen der Konferenz von Jalta entsprechend, genau drei Monate nach dem Kriegsende in Europa und am selben Tag wie der Atombombenabwurf auf Nagasaki, zu einem Zeitpunkt, als die japanische Regierung bereits Waffenstillstandsgespräche vorbereitete. Der dritte Artikel des Neutralitätspaktes sieht vor, dass der Pakt für fünf Jahre in Kraft ist und sich automatisch um weitere fünf Jahre verlängert, wenn nicht einer der beiden Staaten ein Jahr vor Ablauf der Geltungsdauer die Beendigung des Paktes notifiziert. Da der Pakt am 13. April 1941 geschlossen wurde und somit bis zum 13. April 1946 gelten sollte, liegt hier ein Vertragsbruch durch die Sowjetunion vor. Da der Tennō am 14. August 1945 den „Kaiserlichen Erlass über das Kriegsende“ erteilte, konnte die Rote Armee innerhalb von sechs Tagen im Rahmen der Operation Auguststurm Mandschukuo, die Kurilen und Teile Koreas besetzen.